# Городня (Могилёвская область)
Горо́дня — деревня в составе Кадинского сельсовета Могилёвского района Могилёвской области Белоруссии.

## Географическое положение
По южной окраине деревни проходит трасса Р122. Ближайшие населённые пункты: Медвёдовка, Латроща, Антоновка, Большие Амхиничи.

## История
В 1676 году упоминается как деревня в Любужской волости Могилевской экономии в Оршанском повете ВКЛ.